# Championnats du monde de cyclisme sur route 1971
Navigation
Leicester 1970 Gap 1972
Les championnats du monde de cyclisme sur route 1971 ont eu lieu le 4 septembre 1971 à Mendrisio en Suisse. 

## Résultats
| Épreuves :                                       | Or                                                                             | Or              | Argent                                                             | Argent | Bronze                                                       | Bronze       |
| Épreuves masculines                              |                                                                                |                 |                                                                    |        |                                                              |              |
| Hommes - course en ligne                         | Eddy Merckx Belgique                                                           | 6 h 39 min 06 s | Felice Gimondi Italie                                              | m.t.   | Cyrille Guimard France                                       | + 1 min 13 s |
| Hommes - amateurs - course en ligne              | Régis Ovion France                                                             | -               | Freddy Maertens Belgique                                           | -      | José Luis Viejo                                              | -            |
| Hommes - amateurs - contre-la-montre par équipes | Belgique Gustaaf Hermans Gustaaf Van Cauter Louis Verreydt Ludo Van Der Linden | -               | Pays-Bas Fedor den Hertog Adri Duyker Frits Schur Aad van den Hoek | -      | Pologne Edward Barcik Stanisław Szozda Jan Smyrak Lucjan Lis | -            |
| Épreuve féminine                                 |                                                                                |                 |                                                                    |        |                                                              |              |
| Femmes - course en ligne                         | Anna Konkina Union soviétique                                                  | -               | Morena Tartagni Italie                                             | -      | Keetie van Oosten-Hage Pays-Bas                              | -            |

## Tableau des médailles
| Rang  | Nation           | Or | Argent | Bronze | Total |
| ----- | ---------------- | -- | ------ | ------ | ----- |
| 1     | Belgique         | 2  | 1      | 0      | 3     |
| 2     | France           | 1  | 0      | 1      | 2     |
| 3     | Union soviétique | 1  | 0      | 0      | 1     |
| 4     | Italie           | 0  | 2      | 0      | 2     |
| 5     | Pays-Bas         | 0  | 1      | 1      | 2     |
| 6     | Pologne          | 0  | 0      | 1      | 1     |
| 6     | Espagne          | 0  | 0      | 1      | 1     |
| Total | Total            | 4  | 4      | 4      | 12    |